# Gaetano Casanova
Pour les articles homonymes, voir Casanova (homonymie).
Gaetano Giuseppe Giacomo Casanova, né le 2 avril 1697 et décédé le 18 décembre 1733, est un acteur et danseur italien, père de Giacomo Casanova.

## Biographie
Gaetano Casanova est né à Parme, en Italie. Fils de Giacomo Casanova, le descendant d'un couple d'immigrants espagnols originaires d'Aragon, et d'Anna Roli. En 1712, son frère aîné, Giambattista, quitte la maison et ne fera plus entendre parler de lui. Même Gaetano quitta la maison en avril 1713, à l'âge de 16 ans, amoureux des grâces d'une actrice, Fragoletta, nom de scène de Giovanna Benozzi, qui épousa plus tard un célèbre acteur spécialisé dans le rôle d'Arlecchino, Francesco Balletti, mentionné par Carlo Goldoni dans ses Mémoires.
Fragoletta a joué les rôles de servante dans le théâtre comique italien, et Gaetano, bien qu'il n'aime pas les transferts fréquents, par amour pour elle et sans moyens de vivre, s'est occupé de ce qu'il savait faire. Il s'est d'abord appliqué à la danse et après 5 ans également au théâtre, gagnant l'estime de ses collègues plus pour ses costumes que pour son art.
En 1723, sans connaître la raison, il quitte Fragoletta et se rend à Venise pour se produire au Théâtre San Samuele appartenant aux frères Grimani. En face de l'endroit où il habitait, il y avait une boutique du cordonnier Girolamo Farussi, marié à Marzia et père d'une belle fille, Giannetta ou Zanetta. En 1724, malgré l'avis contraire de ses parents, Zanetta Farussi épouse Gaetano. On raconte que le père de la mariée est mort de chagrin peu avant le mariage, tandis que la mère s'est résignée à cette union après que Gaetano lui eut promis qu'il ne la laisserait jamais agir. De leur union le 2 avril 1725, naît le premier et le plus célèbre de six enfants, Giacomo Casanova. L'année suivante, Gaetano voyageait déjà avec sa femme à Londres, au Royaume-Uni, avec une compagnie de comédiens italiens, qui à cette époque connaissaient un grand succès dans tous les théâtres d'Europe, ayant laissé leur fils Giacomo aux soins de sa grand-mère Marzia.
Le couple eut d'autres enfants : Francesco Casanova (1727–1803), qui devint un peintre à succès, Giovanni Battista (1730–1795), également peintre, Faustina Maddalena (1731), décédée en bas âge, Maria Maddalena (1732–1800) et Gaetano Alvise (1734).
En 1733, Gaetano Casanova eut un abcès à l'intérieur de l'oreille et mourut en huit jours. Son fils Giacomo a écrit qu'il était pleuré par le public, mais surtout par la noblesse qui le reconnaissait comme un homme supérieur à son statut. Deux jours avant son décès, il a voulu que toute sa famille et la famille Grimani, ses amis, soient à ses côtés et les a engagés à devenir les protecteurs de sa femme et de ses enfants. S'il a été pleuré par tous ceux qui l'ont connu, nous devons douter qu'il ait été un bon parent. Giacomo Casanova a dit de lui et de sa femme : « ils ne m'ont jamais parlé. »